# 小平站 (北海道)

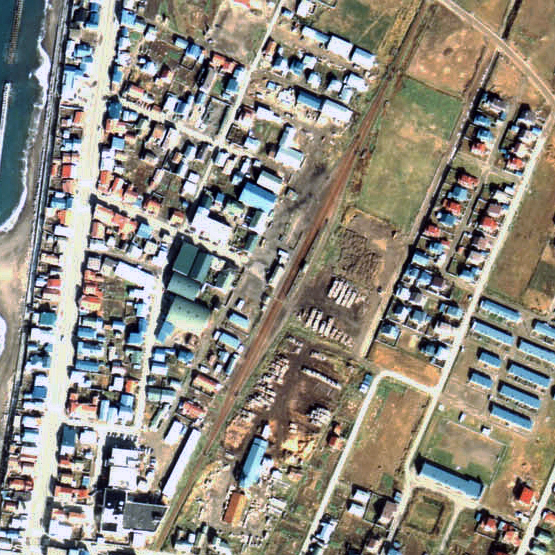
1977年的小平站與方圓約500米範圍。上方是羽幌方向。當時設有2面2線的相對式月台，外側設有副本線。車站大樓旁邊設有貨物月台（缺角式月台）和引込線，當時為一般車站。車站後方的堆場堆放了木材。

小平站（日语：／ Obira eki */?）是位於北海道留萌郡小平町字小平町，日本國有鐵道（國鐵）的羽幌線車站（廢站）。隨著羽幌線廢線，車站在1987年（昭和62年）3月30日廢除。
在1986年（昭和61年）10月前，急行「羽幌」停靠此站。

## 歷史
- 1927年（昭和2年）10月25日 - 鐵道省留萠線留萠站至大椴站之間開通，此站啟用[1]。當時為一般車站[1]。
- 1931年（昭和6年）10月10日 - 留萠站至古丹別站之間的區間從留萠線分離，路線名改為羽幌線，成為羽幌線車站。
- 1949年（昭和24年）6月1日 - 日本國有鐵道成立，成為日本國有鐵道車站。
- 1982年（昭和57年）3月29日 - 結束處理貨物[1]。
- 1984年（昭和59年）2月1日 - 結束處理行李[1]。
- 1987年（昭和62年）3月30日 - 羽幌線全線廢除，此站也廢除[1]。

## 車站構造
截至車站廢除前，車站是一座地面車站，設有2面2線的混合式月台（單式月台、島式月台（只使用單邊）），當時可進行列車交會。車站大樓一方月台中央與島式月台南邊設有站內平交道連接。車站大樓一方的單式月台（西邊）是下行1號月台，島式月台（東邊）是上行2號月台。島式月台外側設有1條側線，在1號月台靠近幌延一方設有分支，連接車站大樓北邊的貨物月台（缺角式月台）和1條貨物側線。
此站是職員配置站，車站大樓位於站內西邊，鄰接西南方的單式月台。

## 站名的由來
車站名稱取自地名。地方名「小平」源自阿伊努語的「オ・ピラ・ウシ・ペッ→ヲヘラシベツ」，其意思是川尻、崖、有、川。原本地名為「小平蘂（おびらしべ）」。

## 使用狀況
- 在1981年度（昭和56年度），1日的上下車人次為191人[2]。

## 車站周邊
- 北海道道550號糠小平停車場線（日语：北海道道550号幌糠小平停車場線）
- 國道232號（日语：国道232号）（天賣國道/日本海奧羅龍線（日语：日本海オロロンライン））
- 小平町公所
- 留萌警署（日语：留萌警察署）小平駐在所
- 小平郵局
- 留萌信用金庫（日语：留萌信用金庫）小平分店
- 小平町立小平中學
- 小平町立小平小學
- 小平町望洋台[2] - 車站北邊約0.7公里。該處設有營地和滑雪場。
- 小平蘂川
- 沿岸巴士「小平中央」巴士站

## 現況
截至1999年（平成11年），舊站位置建設了「小平交通公園」。在2005年（平成17年）起，公園名改為「小平中央公園」。

## 相鄰車站
日本國有鐵道
羽幌線
臼谷－小平－（花岡臨時乘降場）－大椴

## 注腳
1. 1 2 3 4 5 6 7 8  石野哲（編）. . JTB. 1998: 871. ISBN 978-4-533-02980-6 （日语）.
2. 1 2 3 4 5 6  宮脇俊三 (编). . 原田勝正. 小學館. 1983-7: 199. ISBN 978-4093951012 （日语）.
3. ↑  宮脇俊三 (编). . JTB Can Books. JTB出版. 1999-3: 25. ISBN 978-4533031502 （日语）.

## 外部連結
- 羽幌線廢線跡調査 （页面存档备份，存于）（日語）